# Oreoneta alpina
Oreoneta alpina är en spindelart som först beskrevs av Kirill Yeskov 1987.  Oreoneta alpina ingår i släktet Oreoneta och familjen täckvävarspindlar. Inga underarter finns listade i Catalogue of Life.